# Вершина (приток Лабуты)
Вершина — река в Тюменской области России. Устье реки находится в 19 км по левому берегу реки Лабута. Длина реки составляет 20 км.

## Данные водного реестра
По данным государственного водного реестра России относится к Иртышскому бассейновому округу, водохозяйственный участок реки — Тавда от истока и до устья, без реки Сосьва от истока до водомерного поста у деревни Морозково, речной подбассейн реки — Тобол. Речной бассейн реки — Иртыш.